# Amigny
Amigny ist eine französische Gemeinde mit 153 Einwohnern (Stand 1. Januar 2022) im Département Manche in der Region Normandie (vor 2016 Basse-Normandie). Sie gehört zum Arrondissement Saint-Lô und zum Kanton Pont-Hébert (bis 2015 Kanton Saint-Jean-de-Daye).

## Geographie
| Pont-Hébert           | Pont-Hébert | Pont-Hébert |
| Pont-Hébert, Thèreval | Kompass     | Pont-Hébert |
| Thèreval              | Thèreval    | Pont-Hébert |

## Bevölkerungsentwicklung
| Jahr      | 1962 | 1968 | 1975 | 1982 | 1990 | 1999 | 2007 | 2018 |
| Einwohner | 123  | 119  | 104  | 122  | 123  | 123  | 143  | 150  |

## Sehenswürdigkeiten
- Kirche Notre-Dame